# Dranse de Bagnes
Dranse de Bagnes är ett vattendrag i Schweiz. Det ligger i den sydvästra delen av landet, 100 km söder om huvudstaden Bern.
I omgivningarna runt Dranse de Bagnes växer i huvudsak blandskog. Runt Dranse de Bagnes är det ganska glesbefolkat, med 34 invånare per kvadratkilometer.